# Vereda
Vereda este un oraș și o municipalitate din statul Bahia (BA) din Brazilia.